# Kelawakaju
Genre
Kelawakaju est un genre d'araignées aranéomorphes de la famille des Salticidae.

## Distribution
Les espèces de ce genre se rencontrent en Asie.

## Liste des espèces
Selon World Spider Catalog (version 26, 22/05/2025) :
- Kelawakaju frenata (Simon, 1901)
- Kelawakaju intexta Maddison & Ruiz, 2022
- Kelawakaju leucomelas Maddison & Ng, 2022
- Kelawakaju mulu Maddison & Ruiz, 2022
- Kelawakaju nezha Yu & Zhang, 2025
- Kelawakaju orientalis Suguro, 2024
- Kelawakaju pomo Yu, Li & Zhang, 2025
- Kelawakaju sahyadri Vishnudas, Maddison, & Sudhikumar, 2022
- Kelawakaju singapura Maddison & Ng, 2022

## Systématique et taxinomie
Ce genre a été décrit par Maddison et Ruiz en 2022 dans les Salticidae.

## Publication originale
- Maddison, Ruiz, Ng, Vishnudas & Sudhikumar, 2022 : « Kelawakaju gen. nov., a new Asian lineage of marpissine jumping spiders (Araneae, Salticidae, Marpissina). » ZooKeys, vol. 1130, p. 79-102 (texte intégral).